# Imperativ
För andra betydelser, se Imperativ (olika betydelser).
Imperativ är ett verbmodus med vilket man formulerar en uppmaning. Detta modus finns i svenskan endast i ett tempus, presens, men i vissa språk, till exempel latin, finns även en futurum imperativ, uppmaning om något som kommer längre fram.
Inom syntax kan ett imperativböjt verb räknas som en egen sats då de inblandade redan vet vem som tilltalas (det finns alltså en underförstådd nexusförbindelse).
I språk med inslag av personböjning är den oftast obligatorisk för imperativ.

## Svenska
Böjningsmönstren i svenskan är som följer:
- Första konjugationen: fiska → fiska, hoppa → hoppa
- Andra konjugationen: böja → böj, tycka → tyck
  - Andra konjugationen med j-bortfall och omljud: välja → välj, smörja → smörj
- Tredje konjugationen: sy → sy, tro → tro
- Fjärde konjugationen
  - Första avljudsklassen: svida → svid, tiga → tig
  - Andra avljudsklassen: bryta → bryt, bjuda → bjud
  - Tredje avljudsklassen: skära → skär, svälta → svält
  - Fjärde avljudsklassen: hinna → hinn, sticka → stick
  - Femte avljudsklassen: giva → giv
  - Sjätte avljudsklassen: taga → tag, gala → gal
  - Sjunde avljudsklassen: falla → fall, hålla → håll

### Personböjning
I äldre svenska texter kan man stöta på personböjningssuffix också på imperativen. Suffixet -om markerade första person plural, det vill säga att uppmaningen riktade sig till en grupp individer i vilken talaren inkluderade sig själv. Former som sjungom och väntom betydde alltså vad som i dag kan uttryckas som ’Låt oss sjunga!’ respektive ’Låt oss vänta!’. Ändelsen -en var livskraftig längre och markerade andra person plural, det vill säga en uppmaning till flera individer, där talaren inte inkluderade sig själv bland de uppmanade. Här används i dag samma form som för singulära subjekt. Det sammanhang i vilket en imperativfras yttras får nu förtälja om uppmaningen riktar sig till en eller flera. I ännu äldre svenska var ändelsen för imperativ andra person plural -er, till exempel sjunger, vänter (sjungen och vänten var däremot presens indikativ-ändelser). Detta levde kvar i bibelöversättningar till och med 1917 års kyrkobibel.

## Franska
Franska har tre personböjningar för imperativ, andra person singular (du), första person plural (vi), andra person plural (ni, används även för lite hövligare singular). 